# Bromheadia devogelii
Bromheadia devogelii är en orkidéart som beskrevs av Kruiz. Bromheadia devogelii ingår i släktet Bromheadia och familjen orkidéer. Inga underarter finns listade i Catalogue of Life.